# Norbert Josef Radermacher
Norbert Josef  Radermacher (* 27. Mai 1946 in Berg) ist ein deutscher Theaterpädagoge und Begründer des Welt-Kindertheater-Festes.

## Biografie
Radermacher wuchs in Bonn-Bad Godesberg auf. Nach dem Abschluss der städtischen Realschule wechselte er 1964 zum Staatlichen Quirinus-Gymnasium Neuss und legte dort 1966 das Abitur ab.
Nach dem Wehrdienst in Budel (NL) und Aurich studierte er von 1969 bis 1976 Germanistik, Philosophie, Kunst- und Werkpädagogik sowie Kunstwissenschaft an der Universität Bonn, der Universität Münster und der Universität Osnabrück. Von 1972 bis 1973 studierte er an der Kunstakademie Düsseldorf bei Paul Isenrath. 1976 und 1977 legte er die erste und zweite philologische Staatsprüfung in den Fächern Deutsch, Philosophie und Kunstwissenschaft für das Lehramt an Gymnasien ab. Nach der Referendarzeit am Gymnasium Hammonense in Hamm/Westf. trat er 1977 in den Niedersächsischen Schuldienst am Gymnasium Georgianum in Lingen (Ems) ein. Als Fachobmann für Kunst und Theater war er seit 1988 als Oberstudienrat tätig.
Bereits während seines Studiums unterrichtete Radermacher von 1973 bis 1976 am Gymnasium Hammonense in Hamm und übernahm Lehr- und Unterrichtsaufträge im Fachbereich „Bühne und Spiel“ an der Pädagogischen Hochschule Westfalen-Lippe in Münster. Auf Anfrage der Emsländischen Landschaft entwarf er 1980 das Konzept für ein erstes „Theaterpädagogisches Modell“ in Deutschland, dessen Leitung er im November 1980 übernahm. Bis zu seiner Verabschiedung im Jahr 2006 baute er das Theaterpädagogische Zentrum zur größten Fachakademie für Spiel-Tanz- und Theaterpädagogik in Deutschland auf.
Bis 1994 leitete Radermacher diese Kulturinstitution parallel zu seinen Unterrichtsverpflichtungen am Gymnasium Georgianum. Seit 1985 trieb er die Idee der Begründung eines Welt-Kindertheater-Festes voran, das 1990 in der Zusammenarbeit mit verschiedenen Fachverbänden und der Stadt Lingen/Ems als offizielles Weltfestival der AITA/IATA (International Amateur Theatre Association) erstmals stattfand. Dieses Festival wuchs in den Folgejahren zum weltweit größten Theaterfestival von Kindern für Kinder heran. Das Welt-Kindertheater-Fest hat die Theaterarbeit mit Kindern in Deutschland und der Welt nachhaltig beeinflusst. Auf der Basis dieses Konzepts entwickelte Radermacher 2004 zusammen mit dem Thüringer Theatermacher Frank Grünert und dem Bund Deutscher Amateurtheater (BDAT) auch das 1. Deutsche Kindertheaterfest in Rudolstadt. Das Festival findet seitdem alle zwei Jahre in der Kooperation verschiedener Fachverbände in Deutschland statt.
Radermacher war gemeinsam mit Bernd Ruping maßgeblich am Aufbau des Hochschulstandortes Lingen der Hochschule Osnabrück und an der Entwicklung des ersten Studienganges Theaterpädagogik beteiligt. 1991 begründete Norbert Radermacher in Lingen/Ems das „Europäische Zentrum der International Amateur Theatre Association“ als internationales Netzwerk des Amateurtheaters. Es mündete 2008 in das „Europäische Theaterhaus“.
Für das Kulturforum St. Michael in Lingen entwickelte er 2009 gemeinsam mit der Journalistin Katrin Kellermann den Jugendkulturpreis „Talente“, der als einer der am höchsten dotierten Jugend-Kulturpreise in Deutschland gilt. Für seine vielfältigen Arbeiten zur Förderung der Kinder- und Jugendkultur in Deutschland erhielt Norbert Radermacher gemeinsam mit dem Theaterpädagogischen Zentrum 1994 den höchstdotierten Jugendkulturpreis der Welt, den Ygdrasil-Preis der LEGO-Firmengruppe.
Mit dem Preisgeld baute Radermacher 1996 im Professorenhaus ein erstes „Theatermuseum für junge Menschen“ auf. Bedeutende Exponate wie z. B. die Original Schattenspielfiguren und Drehbücher zu den ersten Kinderfernsehsendungen der Welt (1942) wurden in diesem Mitmachmuseum ausgestellt. Dieses einzigartige Theatermuseum wurde 2008 von seinem Nachfolger und der Stadt Lingen aufgelöst.
Von 2008 bis 2014 war Radermacher Kuratoriumsvorsitzender des Bundesfonds „Darstellende Künste“. Mit diesem Förderinstrument hatte er erheblichen Einfluss auf die Entwicklung der freien professionellen Theaterszene in Deutschland. 2008 gründete er gemeinsam mit der indonesischen Fernsehmoderatorin Peggy Melati Sukma und weiteren Künstlerinnen und Künstlern aus sieben Nationen die internationale Kinderkultur und Kinder-Hilfsorganisation „arts by children“ (ABC), die mittels künstlerischer Bildung weltweit Kindern in Not hilft.
Radermacher hat zahlreiche Theater- und Methodenworkshops in Asien gegeben und mit seiner Theorie und Praxis die Theaterarbeit insbesondere mit Kindern in der Region nachhaltig beeinflusst (Japan, Südkorea, Nepal, Indonesien, Bangladesch, Indien, Pakistan etc.).
Radermacher inszenierte über 50 Kinder- und Jugendtheaterstücke sowie zahlreiche Erwachsenen-Produktionen, u. a. eine Performance mit 250 Mitwirkenden auf dem Bonner Marktplatz zur offiziellen Verfassungsfeier 40 Jahre Bundesrepublik Deutschland 1988 (ZDF-Mitschnitt).
Radermacher gehört zu den Pionieren der Theaterpädagogik in Deutschland. Er hat die Entwicklung der Theaterpädagogik zu einem eigenständigen Berufsfeld und Arbeitsgebiet in Deutschland entscheidend vorangetrieben. Bereits zu Beginn der 80er Jahre konzipierte er umfangreiche Fort- und Weiterbildungsstrukturen sowie Lehrerfortbildungen, aus denen sich erste Grundlagenzertifikate entwickelten. 1988 wurde in seinem Institut (Theaterpädagogisches Zentrum) die erste zweijährige Vollzeitausbildung zur Theaterpädagogin/zum Theaterpädagogen in Deutschland etabliert. Gemeinsam mit Bernd Ruping und anderen Fachkollegen wurden die curricularen Strukturen und Inhalte ständig weiterentwickelt. Sie mündeten 2010 in einen ersten Bachelor-Studiengang mit dem Abschluss „Theaterpädagogin/Theaterpädagoge an der Hochschule Osnabrück am Campus Lingen/Ems“. Das Theaterpädagogische Zentrum in Lingen wurde zum Vorbild für zahlreiche Einrichtungen und Institutionen dieser Art in Deutschland und Europa. Heute ist der Theaterpädagoge mit seinen vielen Einsatzmöglichkeiten in Kunst und Gesellschaft ein etablierter Beruf und ein notwendiger Bestandteil der Kultur- und Bildungslandschaft in Deutschland.
Ehrenamtlich hat Radermacher als Präsident des Bundes Deutscher Amateurtheater (BDAT) von 2000 bis 2015 das außerberufliche Theater als dritte Säule der Theaterlandschaft in Deutschland neben den Staats- und Stadttheatern sowie den Privat- und Freien Theatern etabliert. Mit dem Aufbau einer Bundesgeschäftsstelle für das Amateurtheater in Berlin und der selbstgesteckten Zielvorgabe „Theater für und mit allen“ ist das Amateurtheater mit seinen ca. 2.500 Mitgliedsbühnen und über 10 Millionen Zuschauern jährlich heute ein bedeutender kultureller und gesellschaftlicher Faktor. Aufgrund der Anhörung Radermachers im Deutschen Bundestag vor der Enquete-Kommission „Kultur in Deutschland“ wurde der Deutsche Amateurtheaterpreis „Amarena“ ins Leben gerufen sowie zahlreiche weitere Empfehlungen zur Förderung der Breitenkultur in Deutschland ausgesprochen. Seit September 2015 ist Radermacher Ehrenpräsident des BDAT und seit 2019 Ehrenmitglied bei Arts by Children.

## Preise und Ehrungen
- 1997: Emslandmedaille des Landkreises Emsland für hervorragende Verdienste um den Landkreis Emsland[3]
- 2012: Verdienstkreuz erster Klasse des Niedersächsischen Verdienstordens des Landes Niedersachsen[4]
- 2013: 1. Kulturpreis der Stadt Lingen/Ems für herausragende Leistungen auf kulturellem, künstlerischem und wissenschaftlichen Gebiet[5]
- 2017  Ritter des Leopoldsordens verliehen durch den belgischen König Philippe
- 2019: Verdienstorden der Bundesrepublik Deutschland (Verdienstkreuz 1. Klasse)

## Veröffentlichungen (Auswahl)
- Norbert Radermacher – Jörg Sobeck: Kinder spielen und tanzen für Kinder, Dokumentation des 1. Welt-Kindertheater-Festes 1990 in Lingen/Ems, R. van Acken Verlag, 1992, ISBN 3-87001-028-2.
- Theater muss wie Feuer sein – 25 Jahre Theaterpädagogisches Zentrum der Emsländischen Landschaft, hrsg. von Norbert Radermacher, Verlag der Emsländischen Landschaft e.V., Sögel, 2005 ISBN 3-925034-40-4.
- Berufsfelder der Theaterpädagogik in Europa (dt./engl.) hrsg. von Norbert Radermacher, Verlag der Emsländischen Landschaft e.V. Sögel, 2001 ISBN 3-925034-32-3.
- Kindern eine Bühne geben 20 Jahre Welt-Kindertheater-Fest (dt./engl.) hrsg. von Norbert Radermacher, Verlag Kultur-Dialog, Lingen 2010, ISBN 978-3-9812877-3-8.
- Theater mit allen – Konzepte, Methoden, Praxisbeispiele, hrsg. von Norbert Radermacher, Schibri-Verlag, Uckerland 2014, ISBN 978-3-86863-127-2 (Inhaltsverzeichnis)
- Norbert Radermacher, „Amateurtheater“, in Wörterbuch der Theaterpädagogik, hrsg. von Gerd Koch und Marianne Streisand, Schibri-Verlag, Berlin-Milow 2003, ISBN 3-933978-48-3.
- Norbert Radermacher: Kulturelle Bildung im Mehrgenerationenmodell Amateurtheater, in: Handbuch Kulturelle Bildung. hrsg. von Hildegard Bockhorst, Vanessa-Isabelle Reinwand, Wolfgang Zacharias, Kopaed Verlag, München 2012, ISBN 978-3-86736-330-3.
- Norbert Radermacher: Theater mit Kindern als Kunstereignis, in: Zukunft Schultheater, hrsg. von Volker Jurke`, Dieter Linck, Joachim Reiss, edition Körber-Stiftung, Hamburg 2008, ISBN 978-3-89684-072-1.
- Norbert Radermacher: Theater ohne Grenzen – Von der Qualität des interkulturellen Dialogs in der Kinder- und Jugendkulturarbeit. In: Caroline Y. Robertson-von Trotha (Hrsg.): Mobilität in der globalisierten Welt. KIT Scientific Publishing, 2005, ISBN 978-3-937300-62-7, S. 147 ff. (eingeschränkte Vorschau).
- Norbert Radermacher: KulturLeben – eine Zeitreise durch die Kunst-, Natur- und Kulturgeschichte an Ems und Vechte, Edition Virgines 2020.